# Saturnia

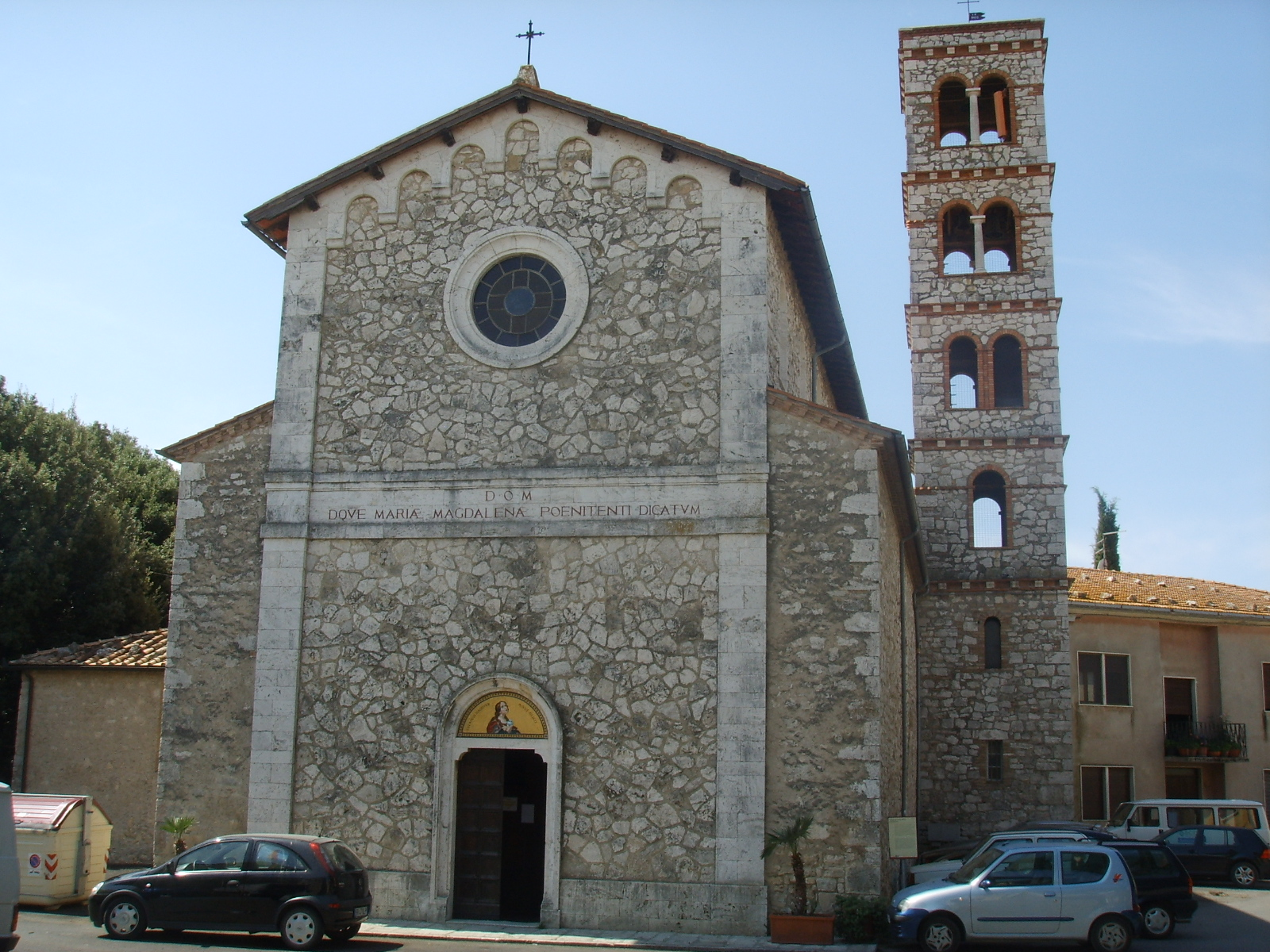
Igreja de Santa Maria Madalena

Saturnia é uma frazione  da comuna italiana de Manciano, na província de Grosseto. Localizada na Toscana, tem sido habitada desde os tempos antigos.
Saturnia recebe esse nome em referência ao deus Saturno. Diz a lenda que ele se cansou  das constantes guerras entre os seres humanos e enviou um raio à terra que criou uma fonte de água quente e sulfurosa que poderia pacificar a humanidade.

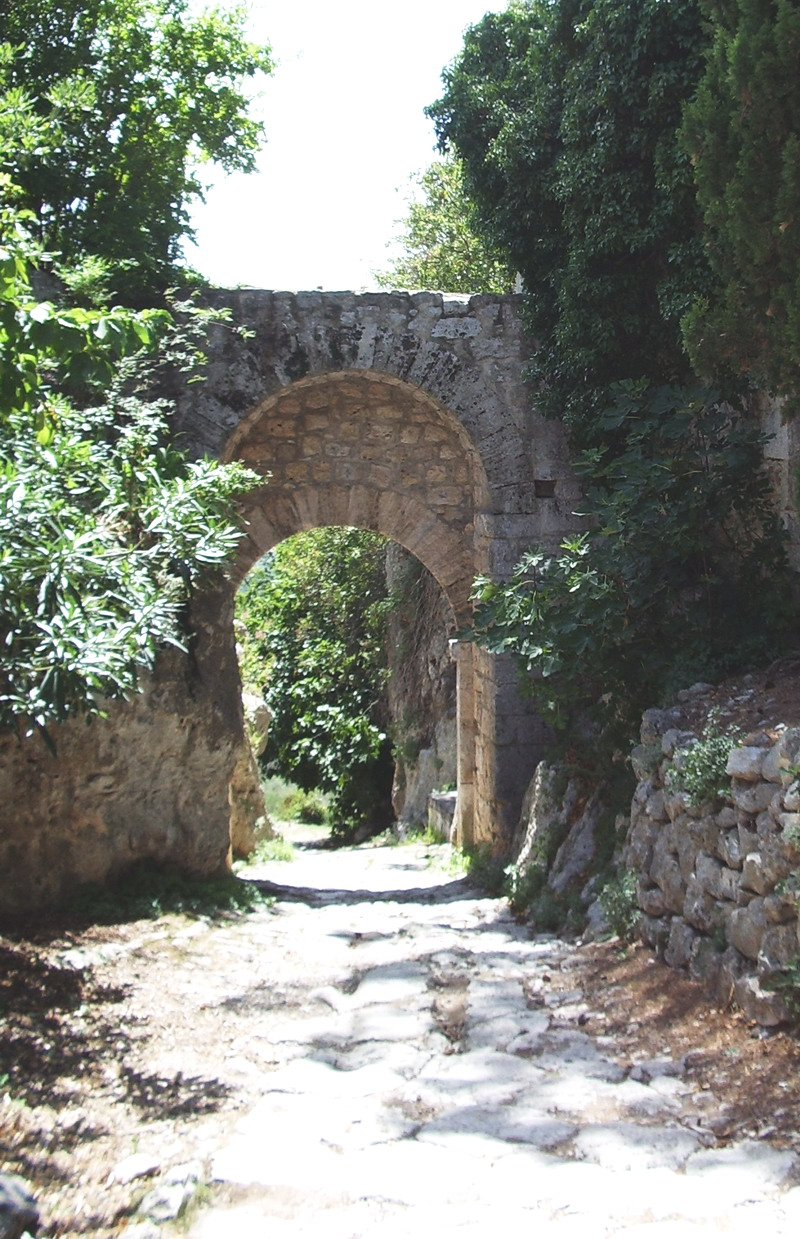
Ponte romana soba a Via Clodia